# Louis-Lewin-Straße (métro de Berlin)
Louis-Lewin-Straße est une station de la ligne 5 du métro de Berlin, située dans le quartier de Hellersdorf.

## Situation
La station est située entre Hellersdorf au sud-ouest, en direction d'Hauptbahnhof et Hönow, terminus de la ligne à l'est. Elle est établie en surface, à proximité de la rue homonyme.

## Historique
La station de métro est construite dans le cadre de l'extension de la ligne E vers Hönow et ouvre le 1er juillet 1989.
Elle est conçue sous le nom de Hönow-West. À son ouverture, elle porte le nom de Paul-Verner-Straße, la rue voisine en référence à un homme politique est-allemand, puis est rebaptisée le 2 octobre de la même année Louis-Lewin-Straße en même temps que cette rue, en hommage à Paul Lewin (1850-1929), professeur et toxicologue.

## Service des voyageurs

### Accueil
La station comporte trois accès dont l'un est équipé d'une rampe inclinée pour les personnes à mobilité réduite.

### Intermodalité
La station est en correspondance avec la ligne d'autobus no 195 de la BVG.